# Gorgonia crinita
Gorgonia crinita är en korallart som beskrevs av Achille Valenciennes 1855. Gorgonia crinita ingår i släktet Gorgonia och familjen Gorgoniidae. Inga underarter finns listade i Catalogue of Life.